# متاحف اسطنبول
متاحف اسطنبول مدينة اسطنبول من أهم الواجهات السياحية الموجودة بالعالم، يوجد مجموعة متنوعة من متاحف اسطنبول، تتنوع الثقافات والديانات في مدينة اسطنبول، يوجد في اسطنبول مزيج من الحضارات المختلفة ويفوح منها رائحة عبق التاريخ والحضارة، تجمع مدينة اسطنبول بين الحداثة وأيضا الماضي، مدينة اسطنبول عي الواجهة السياحية الأولى في تركيا بأكملها، مدينة اسطنبول يتواجد بها عدد كبير من المعالم الأثرية المختلفة وأيضا المساجد وكذلك المتاحف، إن كنت ستزور مدينة اسطنبول التركية عن قريب، عليك أن تتعرف على أهم المتاحف الموجودة بالمدينة لتقوم بزيارة المتحف الأقرب لك والذي يتناسب مع اهتماماتك، سوف نتعرف أكثر من خلال هذا المقال على أهم المتاحف الموجودة بمدينة اسطنبول التركية .
بطاقة متاحف اسطنبول  
بطاقة متاحف اسطنبول تمكنك من زيارة المتاحف متعددة، فهي بطاقة دفع لمرة واحدة ولمدة معينة من الأيام، وتبدأ مدتها من لحظة دخول أول مكان أثري وليس من تاريخ شرائها، أهم ما يميز هذه البطاقة توفير الوقت والمال، إذ إن من يحملها لا يحتاج إلى الانتظار طويلاً أمام طوابير التذاكر، كما أنها تحتوي على قائمة مهمة من الأماكن التي لا يمكن الدخول إليها بالرصيد نفسه الممنوح للبطاقة، تسمح بطاقة Istanbul Museum Pass لحاملها بزيارة عدد من المتاحف في مدينة إسطنبول مقابل مئتين وعشرين ليرة تركية، لكل فرد. يمكن الحصول على بطاقة متحف إسطنبول في المتاحف الآتية: متحف وقصر توب كابي، ومتحف آيا صوفيا، ومتحف تشورا، ومتحف إسطنبول للفسيفساء، ومتحف الفنون التركية والإسلامية، ومتحف الآثار في إسطنبول.

## أهم المتاحف في اسطنبول
يوجد في اسطنبول عدد كبير من المتاحف ومن أهم هذه المتاحف

### أيا صوفيا
متحف رائع، ويعد من أهم المعالم السياحية الموجودة في مدينة اسطنبول التركية، يوجد بجانب المتحف أشجار كثيفة جدا تعطي مظهر جمالي لا يوصف، يوجد للمتحف قبة رائعة الشكل، يطل المتحف على مضيق البوسفور الشهير وهو في مقابل مسجد الأزرق ولون المتحف قرمزي ويميل أيضا للون الوردي الهادئ، المتحف يزوره العديد من الزوار من جميع أنحاء العالم، المتحف يضم المئات من الكنوز للإسلام والمسيحية أيضا، الكنوز لا تقدر بملايين، يوجد بالمتحف العديد من التحف التي يمكنك التعرف عليها وهناك قطع رخامية رائعة الشكل، يمكنك التقاط بعض الصور بجانب المتحف حتى تحصل على ذكرى رائعة، يوجد عدة معالم سياحية بجانب المتحف منها مسجد السلطان احمد .

### متحف توبكابي
هو صرح كبير جدا ومن ابرز معالم اسطنبول بل في تركيا بأكملها، المتحف يمثل مرحلة من أحد مراحل الدولة العثمانية وتطورها قديما، فقد كان المتحف يشهد على صنع قرارات الدولة العثمانية القديمة، فقد كان متحف توبكابي مركز لإقامة السلاطين العثمانيين قديما على مدى أربعة قرون كاملة، وقد تم بناء المتحف بأمر من السلطان محمد الفاتح وقد تم إجراء عمليات توسيع مختلفة للمتحف من بعد سقوط الدولة العثمانية وحتى الآن، يمكنك أن تتجول بداخل المتحف لترى العمارة القديمة العثمانية الجميلة وتتعرف على المتحف داخليا وخارجيا وتلاحظ امتزاج الثقافة والتنوع أيضا في الدولة العثمانية القديمة، سوف تتعرف على المعالم الأثرية الكبيرة في اسطنبول التي تركتها الدولة العثمانية في تركيا، يضم المتحف عدد كبير من الآثار الإسلامية منها بعض الآثار التي تعود لعصر الرسول الكريم عليه الصلاة والسلام ومنها بردة الرسول وسيفه وهي كنوز ثمينة جدا لا تقدر بملايين، يمكنك الاستمتاع بتناول وجبة في المطاعم القريبة من المتحف والاستمتاع بالطعام التركي الرائع، ويوجد هناك عدة مقاهي لتناول المشروبات، يحيط بالمتحف محال ومراكز تجارية كبيرة لبيع الهدايا التذكارية الرائعة، وهناك بعض المتاجر الخاصة بتجارة التحف وأيضا الهدايا التذكارية، يمكنك التقاط بعض الصور التذكارية بالمتحف ويمكنك زيارة متحف أيا صوفيا وهو قريب جدا من المكان .

### متحف دولمة بهجة
تكلف المتحف مبالغ ضخمة جدا أثناء بنائه مما جعله رمزا للرفاهية بشكل كبير جدا، المتحف من أشهر الأماكن الموجودة في اسطنبول وهو واجهة سياحية فخمة جدا، المتحف يقع في منطقة بشتكاش في اسطنبول وقد تم بناء المتحف بناء على أمر من السلطان عبد الحميد الأول وتم بنائه في 13 عام تقريبا وقد تم تصميم المتحف بشكل مذهل جدا فهو يجمع بين مختلف الفنون المعمارية القديمة التي كانت في فرنسا وألمانيا أيضا إيطاليا، تكلف بناء متحف دولما بهجة حوالي 35 طن من الذهب فقد تم عمل كسوة السقف من الذهب وتبلغ مساحة السقف 45000متر مربع، تم تزيين المتحف بالحدائق الخضراء التي تمتلئ بالنباتات والأزهار والأشجار الكثيفة ويتكون المتحف من 285غرفة و46قاعة، ومن ضمن هذه الغرف غرفة السلطان أيضا الأماكن التي كان يتم جلوس حريم السلطان بها وكذلك قاعات الاحتفالات التي كانت تقام بالمتحف، يمكنك أن تتجول في المتحف وتشاهد جمال المكان وتستمتع بالبرك المائية هناك وكذلك المساحات الخضراء التي توجد بجانب المتحف وتغطيها الأزهار الجميلة الملونة يمكنك أن تتعرف عن قرب على برج الساعة الذي لازال يعمل منذ أكثر من مائتي عام وهو من المعالم السياحية الهامة في تركيا، عندما تدخل للمتحف سوف تقابل الغرفة الأولى وهي قاعة تطل مباشرة على البحر ولذلك فهي تتميز بإطلالة ممتازة وقد كان يجلس بها المسئولين العثمانيين في الماضي، يمكنك أن تشاهد وتتعرف على أكبر ثرية مصنوعة من الكريستال وهي أكبر ثرية بالعالم وتزن حوالي5 أطنان وقد تم تقديمها كهدية من أحد الملوك للسلطان وتحتوي القاعة على سجاد ملكي احمر وتم صنعه من الصوف وأيضا الحرير وخيوط من الذهب وقد كان السجاد الأحمر هدية من قيصر روسيا للسلطان أيضا، سوف تتعرف على غرفة أتاتورك الرئيس الأول لتركية ومؤسس الجمهورية التركية مصطفي كمال أتاتورك والذي توفي عام 1938م، يوجد هناك مجموعة كبيرة من الساعات القديمة التي سوف تساعدك على التعرف على أجمل الساعات حول العالم، يمكنك أيضا أن تقوم بشراء مجموعة من الهدايا التذكارية التي يقدمها المتجر الموجود بجانب المتحف .

## أروع متاحف اسطنبول
يوجد في اسطنبول مجموعة من أروع المتاحف حول العالم

### متحف الآثار
يقع المتحف في اسطنبول وهو عبارة عن 3 متاحف تنضم مجموعة كبيرة من الآثار النادرة ويعد المتحف من أكبر متاحف اسطنبول والعالم أيضا، تقع المتاحف بجوار كل من قصر توبكابي وحديقة جولهانة بمدينة اسطنبول وهي تتألف من ثلاثة متاحف تاريخية تحتوي المتاحف على أكثر من مليون قطعة أثرية ويعود تاريخ القطع الأثرية للحضارات القديمة من مختلف دول العالم، يمكن أن تقوم بزيارة متحف اسطنبول الأثري وتشاهد المنحوتات الموجودة التي تعود للعصر القديم كالروماني وهناك تابوت اسكندر الرائع ويقع في الطابق الأسفل من المتحف، تقع العملات في قسم الحزينة بالدور العلوي من المتحف، يمكن أن تتجول في متحف الشرق القديم وهو يضم قطع أثرية من الأناضول واليونان والعراق ومن جمهورية مصر العربية وقد تم اكتشاف كل هذه الأثريات من خلال الحفريات التي تمت بعد القرن العشرون، يمكن أن تزور متحف الفنون وهو يضم حوالي ألفين قطعة أثرية وهم يعودوا للعصر السلجوقي والعصر العثماني ومنها المزهريات واللوحات وأيضا النقوش، يمكن أن تزور المعالم القريبة من المتاحف ومنها حديقة جولهانة، ويمكنك أن تحصل على عدة صور تذكارية جميلة، يمكن أن تزور متاحف الآثار من التاسعة صباحا وحتى السابعة مساءا طوال أيام الأسبوع .

### متحف الطيران
مدينة اسطنبول تمتلك أهم متحف للطيران بالعالم، مساحة المتحف 1500كتر مربع وبه مساحة 3000متر مربع مغلقة و1200 متر كربع مساحة مفتوحة بالمتحف، المتحف كان عبارة عن قاعدة عسكرية قديمة ثم تم تحويلها لمتحف تاريخي كبير، تتولى إدارة المتحف القوات الجوية بتركيا، يمكن في بداية جولتك بالمتحف إن تتجول في المساحة المفتوحة في الهواء الطلق ويتم عرض الطائرات المدنية والحربية بالمكان وأيضا الطائرات الهليكوبتر وبعض الأسلحة التي قد تم استخدامها قديما بالحروب بتركيا، يوجد بالمساحة أمفتوحة عربات نقل، القسم المغلق موجود به عدد أدوات يتم استخدامها من قبل القوات الجوية التركية وهذا من العصر العثماني وحتى يومنا هذا، يوجد بالمتحف صالة للسينما يمكنك مشاهدة عروض الأفلام الفيديو بها والأفلام تتعلق بالطيران ويمكن المكوث في المقاهي الموجودة بالمتحف وأيضا الحصول على وجبات خفيفة ومشروب يساعدك على الاسترخاء بعد انتهاء جولتك بالمتحف، المتحف متاح للزيارة في أيام الجمعة والثلاثاء والأربعاء وأيضا الخميس ويفتح المتحف أبوابه من التاسعة صباحا وحتى الرابعة مساءا بتوقيت مدينة اسطنبول .

### المتحف الإسلامي باسطنبول
من أهم المعالم السياحية الجذابة بمدينة اسطنبول، يضم المتحف عدد كبير من الآثار الإسلامية المتنوعة منها مخطوطات يصل عددها إلى أكثر من 15 ألف مخطوطة ويقع المتحف في ميدان السلطان احمد بمدينة اسطنبول، يمكن أن تتجول في المتحف وتتعرف على أجمل الآثار الإسلامية القديمة والمتحف يفتح أبوابه في تمام التاسعة وحتى الرابعة النصف في المساء وسعر التذكرة عشرون ليرة تركية فقط، يوجد عدة مطاعم ومقاهي قريبة جدا من المتحف يمكنك تناول المشروبات والأطعمة بها .

### متحف إسطنبول البحري
هو متحف بحري وطني، يوجد في منطقة بشكطاش بمدينة إسطنبول في تركيا. تأسس المتحف عام 1897م، وقام بتأسيسه وزير البحرية العثماني «بوزجا أضَلو حسن حوسنو باشا» (بالتركية: Bozcaadalı Hasan Hüsnü Paşa).

### متحف الشمع
من أهم متاحف مدينة اسطنبول التركية، يمكن أن تشاهد أهم المجسمات للمشاهير بالسينما والرياضة والعلوم المصنوعة من الشمع، المجسمات تم تصنيعها بشكل مذهل ودقيق جدا فالمجسمات تهتم بلون العين وشكل الشعر ولونه، يمكن أن تتجول بالمتحف لترى مجسمات الشمع الخاصة بمشاهير الرياضة والفن والعلوم وتتعرف عليهم أكثر، سوف ترى مجسمات للفنانين منهم براد بين وانجلينا جولي وهناك تمثال للاعب ليونيل ميسي وهناك تماثيل للرجال السياسة مثل مصطفى كمال أتاتورك والسلطان محمد الفاتح وغيرهم العديد، يمكنك تناول الطعام في أي مطعم قريب من المتحف بعد الانتهاء من جولتك مشاهدة جميع المجسمات الموجودة بالمتحف، ويعتبر متحف الشمع من المتاحف الحديثة جدا في اسطنبول ويحظي المتحف بشهر عارمة في اسطنبول بين السكان الأصليين أيضا بين السائحين من الدول البعيدة .